# Down on Me
«Down On Me» es el sencillo debut del grupo Big Brother and the Holding Company de género rock psicodélico y blues rock. Su lanzamiento comercial se realizó en el verano de 1967 bajo la discográfica Mainstream Records y se incluyó en su primer álbum de estudio homónimo. 

## Recepción

### Comercial
La canción obtuvo un rendimiento moderado en las listas de popularidad de Estados Unidos, gracias a esto se posicionó en la posición número 42 del Hot 100 de la revista Billboard.

## Formatos
| Vinilo, 7", Sencillo, 45 RPM |              |                                |          |  |
| N.º                          | Título       | Escritor(es)                   | Duración |  |
| 1.                           | «Down On Me» | Traditional, arr. Janis Joplin | 02:02    |  |
| 2.                           | «Call On Me» | Sam Andrew                     | 02:32    |  |

| Vinilo, 7", Sencillo |                              |                                |          |  |
| N.º                  | Título                       | Escritor(es)                   | Duración |  |
| 1.                   | «Down On Me»                 | Traditional, arr. Janis Joplin | 02:02    |  |
| 2.                   | «Light Is Faster Than Sound» | Peter Albin                    | 02:27    |  |

| 7", Sencillo |                 |                                |          |  |
| N.º          | Título          | Escritor(es)                   | Duración |  |
| 1.           | «Down On Me»    | Traditional, arr. Janis Joplin | 02:02    |  |
| 2.           | «Bye, Bye Baby» | Powell St. John                | 02:35    |  |

## Posicionamiento
| Lista                 | Mejor posición |
| --------------------- | -------------- |
| EUA Billboard Hot 100 | 42             |